# 1926年马来亚
1920年代马来亚: 1920年马来亚 / 1921年马来亚 / 1922年马来亚 / 1923年马来亚 / 1924年马来亚 / 1925年马来亚 / 1926年马来亚 / 1927年马来亚 / 1928年马来亚 / 1929年马来亚
本文列出了1926年英属马来亚的重要事件，以及著名人物的出生和逝世。

## 出生
- 1月6日：阿米努丁·峇基，马来西亚教育界人物（1965年逝世）
- 7月12日：茜蒂哈斯玛，第四任及第七任首相马哈迪·莫哈末的妻子